# Ацидофилия
Ацидофильность (от лат. acidus — кислый и др.-греч. φιλέω — люблю), также оксифильность — сродство к кислотам, в том числе к кислотным красителям. Причина ацидофильности, как способности окрашиваться кислыми красителями, заключена в основных (щелочных) свойствах окрашивающихся элементов. Ацидофильность используют для дифференциации клеточных структур, например, при анализе клеток крови.